# Акинфиев, Иван Яковлевич
Ива́н Я́ковлевич Аки́нфиев (29 мая (10 июня) 1851 года, Донское:17 — 20.07.1919 года, Екатеринослав) — геоботаник и флорист, метеоролог и фенолог, исследователь Екатеринославской губернии и Кавказа, педагог и общественный деятель. Действительный статский советник.

## Биографические данные
Из большой и бедной семьи священнослужителя. Двенадцати лет определён был в уездное духовное училище в городе Екатеринодаре, где окончил курс лучшим учеником в 1869 году, и в том же году поступил в Кавказскую духовную семинарию (Ставрополь). По окончании полного курса семинарии в 1876 году со званием «студента» по первому разряду, Иван Акинфиев, несмотря на полное отсутствие средств к дальнейшему образованию, отправился в Одессу, где поступил на естественное отделение физико-математического факультета Новороссийского университета, который окончил в 1879 году со званием учителя гимназий и прогимназий с правом преподавать химию и естественную историю. Со второго курса университета Акинфиев начал научно заниматься ботаникой, пользуясь руководством Э. Э. Линдеманна:17, свободное от лекций время проводил в химической лаборатории и ботаническом кабинете:321.
Слабое здоровье не позволило Акинфиеву окончить курс кандидатом, поэтому он сначала полгода проработал приказчиком в имении в Бессарабской губернии. В феврале 1880 года поступил учителем естественной истории и химии в гимназию города Болграда (ныне в Одесской области Украины), откуда в августе того же года был переведён в Екатеринославское реальное училище. Здесь он состоял 22 года преподавателем. В 1902 году Акинфиев перешёл на службу в коммерческое училище в том же городе.
В 1905 году переехал в город Александровск, где стал директором коммерческого училища, а в 1911 году снова поселился в Екатеринославе. К концу века он стал одним «из выдающихся педагогов и общественных деятелей Екатеринослава и Александровска», как писала газета «Южная заря» в 1911 году, и одним из самых известных преподавателей естественной истории в Российской империи. Последние два года жизни до 1919 года состоял доцентом ботаники медицинского факультета Екатеринославского университета:17.
Помимо научной и педагогической деятельности, принимал деятельное участие в общественных объединениях, таких как Екатеринославская комиссия народных чтений, Екатеринославский отдел Императорского российского общества садоводства, Екатеринославское общество попечения о детях, Екатеринославское общество облесения степей и других:321, Екатеринославское общество народных детских садов. По отзывам современников, не было «ни одного просветительного и благотворительного общества в Екатеринославе и Александровске, где И. Я. Акинфиев не был бы учредителем, членом правления, активным работником, и всюду он вносил и денежные средства, и широкую инициативу, и почин, и умелое руководство, и массу духовного труда». Состоял действительным членом Педагогического общества при Московском университете.
В 1910 году на Южнорусской областной промышленной, сельскохозяйственной и кустарной выставке И. Я. Акинфиеву за его деятельность в области народного образования была присуждена большая золотая медаль.
Скоропостижно скончался после тяжёлой болезни 20 июля (2 августа) 1919 года.

## Вклад в науку
Первая ботаническая работа была посвящена флоре города Болграда, последующие касались юго-восточной части Украины и Кавказа:322. С этой целью Акинфиев совершил большое количество ботанических экскурсий и экспедиций. На Кавказе Акинфиев изучал центральную часть, Сванетию, Балкарию, Предкавказье и другие районы. Материалы этих экспедиций были использованы в своё время И. Ф. Шмальгаузеном для «Флоры Юго-западной России», И. К. Пачоским для «Основных черт флоры Юго-западной России», В. И. Липским для «Флоры Кавказа» и «Flora Caucasica critica» под редакцией Н. И. Кузнецова:17.
Ботанические сборы Акинфиева вошли в гербарий русской флоры Ботанического института Академии наук СССР, Тифлисский музей и Тифлисский ботанический сад. Гербарий Акинфиева, отображающий флору Екатеринославской губернии, хранится в Днепропетровском государственном университете. В 1900 году гербарий флоры Екатеринославской губернии демонстрировалсяв Париже на Всемирной выставке:17. Гербарий Акинфиева по Кавказу был приобретён Санкт-Петербургским ботаническим садом в 1899 году за 700 рублей:324.
По сборам Акинфиева описан ряд новых видов и разновидностей им самим и И. Ф. Шмальгаузеном.
Главное сочинение И. Я. Акинфиева — «Флора Центрального Кавказа» (1894) — включает 795 видов растений от лютиковых до жимолостных.
Руководя на протяжении четверти века работами метеорологической станции в Екатеринославе, Акинфиев обогатил фитофенологию рядом наблюдений, которые, по словам климатологов, являются ценным вкладом в материалы по биоклимату Украины.
Акинфиев в своих работах отрицал наличие правильной вертикальной зональности в горах Кавказа и полемизировал по этому вопросу с Н. И. Кузнецовым и А. Н. Красновым:17.
Научные заслуги Акинфиева были отмечены рядом научных обществ, избравших его своим членом и опубликовавших его научные работы. Акинфиев был членом Московского общества испытателей природы, Новороссийского общества естествоиспытателей, Харьковского общества испытателей природы, Кавказского отдела Русского географического общества.

## Основные сочинения
Акинфеевым опубликовано 58 работ, представляющих главным образом списки растений, собранных им в совершённых поездках, а также наблюдения ботанико-географического порядка, без обобщений; другие касаются древесной растительности Екатеринославской губернии и флоры её уездов.
- Список цветковых растений г. Болграда // Зап. Новороссийск. о-ва естествоисп. — 1884. — Т. X, вып. 1. — С. 1—44.
- Очерк флоры г. Екатеринослава с планом г. Екатеринослава и его окрестностей // Зап. Новороссийск. о-ва естествоисп. — Т. X, вып. 1. — С. 1—114. — включает список 865 растений
- Таблицы для определения семейств цветковых растений Европейской России по Кауфману, Люрсену и Ледебуру. — Екатеринослав, 1885.
- Наблюдения над развитием растительности окрестностей Екатеринослава в 1884—1887 гг. // Тр. о-ва испытат. прир. при, Харьковск. ун-те. — 1888. — Т. XXII. — С. 1—32.
- Растительность Екатеринослава в конце первого столетия его существования // Растительность Екатеринослава в конце первого столетия его существования. Ч. I, II. — Екатеринослав: Изд. Екатеринославск. гор. думы, 1889. — 116 и 238 с. — список сосудистых растений города и его окрестностей в 1120 видов
- О фенологических наблюдениях в Екатеринославской губернии // Дневн. VIII Съезда русск. естествоисп. и врачей. — 1889—1890. — Вып. № 3. — С. 6.
- Фенологические наблюдения над растениями окрестностей Екатеринослава // Тр. VIII Съезда естествоисп. и врачей в СПб. — 1890. — С. 62—83.
- Девять дней в центре Кавказа. — Екатеринослав, 1893. — 30 с.
- Новые и редко встречающиеся виды Кавказской флоры, собранные в 1882—1891 гг. // Зап. Кавказск. отд. Русск. геогр. о-ва. — 1893. — Т. XV, прил. 2-е. — С. 1—24.
- Обзор древесной растительности Екатеринославской губ. Екатеринославский уезд // Екатеринославск. губ. вед. — 1893. — Вып. 1—3.
- Поездка в Оссетию на Ардоне и Сванетию // Зап. Кавказск. отд. Русск. геогр. о-ва. — 1894. — Т. XVI. — С. 81—114.
- Путешествие по югу России и Северному Кавказу. — Екатеринослав, 1893.
- Краткий предварительный отчёт о ботаническом исследовании Верхнеднепровского уезда в 1894 г. // Тр. о-ва испыт. прир. при Харьковск. ун-те. — 1894. — Т. XXVIII. — С. 265—278.
- О растительных и преимущественно лесных зонах в Центральном Кавказе с чертежей р. Черека // Русск. лесн. дело. — 1894. — Вып. 14 и 15. — С. 655—659 и 702—708.
- Северный Кавказ. 1. Ботаническое исследование Ставропольской губ. 1889 г.; 2. Верховье Калауса и Ставропольское поднятие // Зап. Кавказск. отд. Русск. геогр. о-ва. — 1894. — Т. VI. — С. 55—69.
- Флора Центрального Кавказа, ч. 1 // Тр. о-ва испытат. прир. при Харьковск. ун-те. — 1894. — Т. XXVII. — С. 123—332.
- Обзор древесной растительности Екатеринославской губ. ч. I—III // Екатеринославск. губ. вед. — 1893, 1894 и 1895. — Вып. 1—3. — С. 19, 10, 16.
- Обзор древесной растительности Екатеринославской губ. IV. Верхнеднепровский у.; V. Леса Новомосковского у.; VI. Парки и сады Новомосковского у. — Екатеринослав, 1895.
- Ботаническое исследование Новомосковского уезда Екатеринославской губ // Мат-лы к познанию фауны и флоры Российск. имп., изд. Московск. о-вом испыт. прир., отд. бот. — 1896. — Вып. 3. — С. 1—24.
- Определитель семейств цветковых растений. — Изд. 2-е, испр. и доп. — Екатеринослав, 1896.
- Альпийские растения Центрального Кавказа // Зап. Кавказск. отд. Русск. геогр. о-ва. — 1897. — Т. XIX, вып. 1. — С. 1—37.
- Ботаническое исследование Кубанско-Терского водораздела и Эльбруса // Тр. Тифлисск. бот. сада. — 1899. — Т. II. — С. 83—168.
- Сведения о климате Екатеринослава по данным метеорологической станции при Екатеринославском реальном училище за 14 лет с 1887 по 1900 г. — Екатеринослав, 1901.
- Природа Екатеринослава и юга России. Биологические сведения. Сад Потёмкина весной. Пособие для экскурсий с учениками в 2-х частях. — Екатеринослав, 1902. — 97 с.
- Леса, деревья и кустарники южнорусских степей. Биологические сведения. Пособие для экскурсий с учениками. — Екатеринослав, 1903. — 60 с.
- Историческая справка о занятии лесоразведением и устройством защитных полос на юге России вообще и в Екатеринославской губ. в частности // Вестн. Екатеринославск. земства. — 1904. — Вып. 49.
- О флоре Екатеринославской губернии // Сб. научн. раб. по изучению Екатеринославск. края. — Изд. Екатеринославск. научн. об-ва, 1905. — С. 139—204.
- Ботанический очерк Новомосковского уезда // Мат-лы по оценке земель Екатеринославск. губ. — Изд. Губ. земства, 1908. — С. 1—15.
- Дикая растительность Славяносербского уезда // Тр. о-ва испыт. прир. при Харьковск. ун-те. — 1908. — Т. XL, вып. 2. — С. 136—151. — совместно с А. А. Гроссгеймом
- Определитель семейств цветковых растений Европейской России. Систематика растений России. — Изд. 3, испр. и доп. — Екатеринослав, 1909. — 66 с.
- В Новомосковском уезде: (Из дневника поездки по уезду в 1895 году). — Александровск: Тип. при училище-хуторе глухонемых, 1910. — 18 с.
- Дикорастущие медоносы юга России вообще и в частности Екатеринославской губ. Медоносные растения осенью, весною и летом // Пчела. — 1911—1913. — С. 1—26.

## Память об И. Я. Акинфиеве
В честь Акинфиева Ф. Н. Алексеенко назвал вид пиретрума — Pyrethrum akinfiewii F.N.Alex.. В 1961 году Н. Н. Цвелёв во «Флоре СССР» перевёл его в род Пижма, принятое название вида — пижмы Акинфиева (Tanacetum akinfiewii (F.N.Alex.) Tzvelev). Это редкий эндемик, включённый ныне в Красную книгу России.
Кроме того (в алфавитном порядке латинских научных названий):
- Hieracium akinfiewii (Woronow et Zahn) Üksip
- Jurinea akinfievii Nemirova
- Minuartia akinfiewii (Schmalh.) Woronow ex Grossh.
- Pilosella akinfiewii (Woronow et Zahn) Sennikov
- Saxifraga ×akinfievii Galushko et Kudrjasch. (Saxifraga dinnikii Schmalh. ex Akinf. × Saxifraga juniperifolia Adams)
- Silene akinfievii Schmalh. — Смолёвка  Акинфиева [syn.  Melandrium akinfievii (Schmalh.) Schischk. (Дрёма Акинфиева)]

В 2008 году в Днепропетровске на фасаде дома, где жил И. Я. Акинфиев по улице Фучика, дом 15а была установлена мемориальная доска.
В 2015 году в Днепропетровске улица Фучика переименована в улицу Ивана Акинфиева.